# Општина Винтила Вода (Бузау)
Винтила Вода (рум. Vintilă Vodă) општина је у Румунији у округу Бузау.
Oпштина се налази на надморској висини од 432 m.